# Squash-Mannschaftsweltmeisterschaft 1967
Die 1. Mannschafts-Weltmeisterschaft der Herren (englisch 1967 Men's World Team Squash Championships) fand im Jahr 1967 in Melbourne, Australien statt. Insgesamt nahmen sechs Mannschaften teil.
Die australische Mannschaft gewann sämtliche Begegnungen und wurde damit der erste Weltmeister in der Geschichte des Squashsports. Die Mannschaft bestand aus Geoff Hunt, Ken Hiscoe, Dick Carter und Cam Nancarrow. Auf Rang zwei konnte sich die britische Mannschaft um Jonah Barrington, Mike Corby, Peter Stokes und David Brazier platzieren, punktgleich mit Neuseeland. Einzig aufgrund des besseren Satzverhältnisses sicherten sich die Briten den Titel des Vizeweltmeisters.

## Modus
Die teilnehmenden Mannschaften traten in einer gemeinsamen Gruppe an. Innerhalb der Gruppe wurde im Round Robin-Modus gespielt, die bestplatzierte Mannschaft erhielt den Titel des Weltmeisters.
Alle Mannschaften bestanden aus mindestens drei und höchstens vier Spielern, die in der Reihenfolge ihrer Spielstärke gemeldet werden mussten. Pro Begegnung wurden drei Einzelpartien bestritten. Eine Mannschaft hatte gewonnen, wenn ihre Spieler zwei der Einzelpartien gewinnen konnten. Die Spielreihenfolge der einzelnen Partien war unabhängig von der Meldereihenfolge der Spieler.

## Ergebnisse
| Rang | Land                   | Sp. | S | N | Sp.-Diff. | Punkte |
| ---- | ---------------------- | --- | - | - | --------- | ------ |
| 1    | Australien             | 5   | 5 | 0 | 15:0      | 10     |
| 2    | Vereinigtes Königreich | 5   | 3 | 2 | 8:7       | 6      |
| 3    | Neuseeland             | 5   | 3 | 2 | 8:7       | 6      |
| 4    | Südafrika              | 5   | 2 | 3 | 8:7       | 4      |
| 5    | Indien                 | 5   | 1 | 4 | 3:12      | 2      |
| 6    | Pakistan               | 5   | 1 | 4 | 3:12      | 2      |

| Australien             | – | Vereinigtes Königreich | 3:0 |
| Australien             | – | Südafrika              | 3:0 |
| Australien             | – | Pakistan               | 3:0 |
| Australien             | – | Neuseeland             | 3:0 |
| Australien             | – | Indien                 | 3:0 |
| Vereinigtes Königreich | – | Indien                 | 3:0 |
| Vereinigtes Königreich | – | Südafrika              | 2:1 |
| Vereinigtes Königreich | – | Pakistan               | 3:0 |

| Neuseeland | – | Südafrika              | 2:1 |
| Neuseeland | – | Indien                 | 2:1 |
| Neuseeland | – | Vereinigtes Königreich | 3:0 |
| Südafrika  | – | Pakistan               | 3:0 |
| Südafrika  | – | Indien                 | 3:0 |
| Indien     | – | Pakistan               | 2:1 |
| Pakistan   | – | Neuseeland             | 2:1 |

## Abschlussplatzierungen
| Rang | Mannschaft             |
| 01.  | Australien             |
| 02.  | Vereinigtes Königreich |
| 03.  | Neuseeland             |
| 04.  | Südafrika              |
| 05.  | Indien                 |
| 06.  | Pakistan               |